# Nicolás Olivera Moreira
Luis Nicolás Olivera Moreira (Melo, Uruguay, 17 de febrero de 1993) es un futbolista uruguayo que juega como central en Progreso de la Primera División de Uruguay.

## Trayectoria
Oriundo de Melo, debutó como profesional en el Nacional, equipo en donde hizo inferiores desde juveniles.  En 2014, fue prestado al Rampla Juniors de su mismo país, donde jugó doce partidos. Para 2016, firmó por Villa Teresa, fichando a inicios del siguiente año por Sportivo Estudiantes de Argentina, que a su vez sería su primera experiencia en el extranjero. En 2018 fue contratado por el Fénix, club que lo cedería al Deportivo Santaní en 2019, cortando la cesión para irse nuevamente cedido al Deportivo Maldonado. 
A inicios de 2022 se une al Cusco Fútbol Club de Perú, quien lo había fichado para jugar la Primera División de ese país. Sin embargo, un mes siguiente terminó rescindiendo con tal equipo y confirmando su pase al Carlos A. Mannucci hasta fines de diciembre, donde regresó a Plaza Colonia.
El 4 de enero de 2024 es anunciado como nuevo jugador de Deportes Temuco de la Primera B de Chile.El 19 de julio del mismo año, se anuncia su recisión de contrato.

## Clubes
| Club                 | País      | Año       | PJ  | Goles |
| -------------------- | --------- | --------- | --- | ----- |
| Nacional             | Uruguay   | 2014-2015 | 3   | 0     |
| Rampla Juniors       | Uruguay   | 2015      | 12  | 0     |
| Villa Teresa         | Uruguay   | 2016      | 10  | 1     |
| Sportivo Estudiantes | Argentina | 2017      | 4   | 0     |
| CA Fénix             | Uruguay   | 2018-2019 | 44  | 3     |
| Deportivo Santaní    | Paraguay  | 2019      | 24  | 0     |
| Deportivo Maldonado  | Uruguay   | 2020      | 15  | 0     |
| Plaza Colonia        | Uruguay   | 2021      | 25  | 0     |
| Carlos A. Mannucci   | Perú      | 2022      | 32  | 0     |
| Plaza Colonia        | Uruguay   | 2023      | 28  | 2     |
| Deportes Temuco      | Chile     | 2024-Act. | 7   | 0     |
| River Plate          | Uruguay   | 2024      | 12  | 0     |
| Progreso             | Uruguay   | 2025-Act. | 16  | 1     |
| Total                | Total     | Total     | 232 | 7     |